# Richard de Bury
Richard de Bury znany również jako Richard Aungerville (ur. 24 stycznia 1287, zm. 14 kwietnia 1345), angielski bibliofil i wychowawca następcy tronu.
W 1327 rozpoczął służbę na dworze królewskim. W 1333 został biskupem Durham a w rok później Edward III mianował go wielkim kanclerzem. Zgromadził on pokaźny zbiór książek, które zamierzał podarować na rzecz Durham Collage (Oksford). Nie doszło to jednak do skutku, ponieważ Richard de Bury był zadłużony i jego księgozbiór uległ rozproszeniu (część znalazła się w opactwie St. Alban). Ostatnie dwa lata poświęcił na pisanie dzieła "Philobiblon", które zostało przetłumaczone na wiele języków w tym także na polski (polskie tłumaczenie J. Kasprowicz "O miłości do ksiąg" 1921 r.)